# Сирія на літніх Олімпійських іграх 2020
Сирію на літніх Олімпійських іграх 2020 представляли шість спортсменів у шістьох видах спорту.

## Спортсмени
| Вид спорту       | Чоловіки | Жінки | Загалом |
| ---------------- | -------- | ----- | ------- |
| Легка атлетика   | 1        | 0     | 1       |
| Кінний спорт     | 1        | 0     | 1       |
| Плавання         | 1        | 0     | 1       |
| Настільний теніс | 0        | 1     | 1       |
| Тріатлон         | 1        | 0     | 1       |
| Важка атлетика   | 1        | 0     | 1       |
| Загалом          | 5        | 1     | 6       |